# Обязательное голосование
Обязательное голосование (англ. compulsory voting), реже обязательный вотум — юридическая обязанность избирателей принять участие в голосовании.
Исторически появившееся как средство борьбы с абсентеизмом избирателей, обязательное голосование обеспечивает высокую явку на выборах и, как следствие, практически исключает нерезультативный исход избирательного процесса. Однако побочным эффектом подобных мер является отсутствие собственного интереса избирателя к выборам, что ставит под сомнение искренность и обоснованность его волеизъявления. Посему вопрос о том, насколько легитимна избранная таким образом власть, остаётся предметом обсуждения в рамках теории конституционного права.

## Использование в странах мира
На август 2013 года 22 страны были отмечены, как использующие обязательное голосование. Из них только 12 стран (и ещё один швейцарский кантон и один индийский штат) исполняют его. Из 30 стран-членов ОЭСР, 10 имели формы обязательного голосования.

### Исполняют
Эти страны и регионы исполняют законодательство по обязательному голосованию:
- Аргентина[англ.] — введено в 1912[3]. Обязательно для граждан между 18 и 70 годами, не обязательно для людей старше 70 и между 16 и 18 годами. Однако, на праймериз, граждане до 70 могут отказаться голосовать, если они формально изъявят своё желание выборным властям за 48 часов до выборов. Это действительно только для ближайших праймериз и заявление нужно повторять каждый раз, если избиратель не хочет голосовать.
- Австралия — введено в 1924[3]. Обязательно для федеральных и региональных выборов для граждан от 18 и старше. Гражданин обязан посетить участок для голосования, отметиться в избирательных списках, получить избирательный бюллетень, проследовать в кабинку для голосования, поставить пометку, сложить бюллетень и положить его в ящик для голосования. Закон прямо не указывает, что выбор должен быть сделан, он только говорит, что бюллетень должен быть «помечен». Согласно закону, как человек помечает бумагу — дело полностью индивидуальное. В некоторых штатах муниципальные выборы также обязательные. В выборах 2010 года в штате Тасмания, где 335 353 человек приняли участия в выборах, примерно 6000 было оштрафовано на 26$ за неучастие в голосовании, из них примерно 2000 заплатили штраф. Голосование по почте доступно для тех, кому трудно прийти на участок. Раннее, или досрочное, голосование в специальных центрах для досрочного голосования также доступно для тех, кто может найти затруднительным прийти на участок в день выборов[4].
- Бразилия[англ.] — обязательно для грамотных граждан с 18 до 70. Не обязательно для людей старше 70, 16–17-летних и неграмотных всех возрастов. Заявление о неучастии может быть заполнено в отделениях почты и в избирательных центрах.
- Кипр[англ.] — введено в 1960[3].
- Эквадор[англ.] — введено в 1936[3]. Обязательно для граждан между 18 и 65, необязательно для 16–17 летних, неграмотных и тех, кто старше 65.
- Индийский[англ.] штат Гуджарат принял законопроект законодательным собранием в 2009 и позднее с некоторыми изменениями в 2011. Законопроект был утвержден губернатором Гуджарата в ноябре 2014, голосование стало обязательным на выборах местного самоуправления и введено наказание за неучастие. Губернатор сначала решил не исполнять закон со ссылкой на юридические последствия и сложности в принуждении.[5] Но позднее, в июне 2015 правительство решило обеспечить соблюдение закона.
- Лихтенштейн[англ.]
- Люксембург[англ.] — обязательны для граждан с 18 до 75, не обязательно для лиц, старше 75 и для резидентов-иностранцев (для последних только в местных выборах).
- Науру — введено в 1965[3].
- Перу[англ.] — введено в 1933[3]. Обязательно для граждан между 18 и 70, необязательно для лиц, старше 70.
- Сингапур[англ.] — обязательно для граждан старше 21 на дату последней редакции списка избирателей
- Уругвай[англ.] — введено в 1934 году, но не практиковалось до 1970[3].
- Шаффхаузен, кантон в Швейцарии[англ.]. Обязательное голосование было введено в Швейцарии в 1904 году, но было упразднено остальными кантонами в 1974[3][6].

### Не исполняют
Страны, которые имеют обязательное голосование в своём законодательстве, но не исполняют его:
- Бельгия — обязательно для всех старше 18 прийти на избирательный участок, официальные санкции до сих пор существуют, но исполняются только для отсутствующих сотрудников избирательных участков с 2003[7].
- Боливия — введено в 1952.
- Коста-Рика
- Конго
- Доминиканская Республика
- Египет
- Габон
- Греция
- Гватемала
- Гондурас
- Ливан — только для мужчин
- Ливия
- Мексика
- Панама
- Парагвай — обязательно для лиц от 18 до 75
- Таиланд
- Турция — штраф примерно в 10 долларов, в целом не исполняется[8].

### Использовали в прошлом
- Австрия — введено в 1924 и выполнялось в ходе президентских выборов 1925 года.
- Чили — удалено из Конституции и заменено добровольным голосованием в 2009, которое вошло в практику с 2012 года.
- Фиджи — упразднено в 2014.
- Италия — 1945—1993; только символические санкции: публикация списков непроголосовавших и упоминания в полицейских сертификатах, что человек не голосовал, на протяжении 5 лет после голосования.
- Нидерланды — введено в 1917 вместе с всеобщим избирательным правом, упразднено в 1967.
- Португалия — Конституциональный референдум, 1933[англ.], не исполнялось
- Испания — 1907–1923, не исполнялось
- Швейцария — широко распространено среди 26 кантонов в XIX веке, но постепенно упразднялось, осталось только в кантоне Шаффхаузен[6].
- Штат Джорджия, США — введено в 1777 (за 10 лет до принятия федеральной Конституции в 1787)
- Венесуэла — удалено в 1993.